# Parallelia subumbra
Parallelia subumbra là một loài bướm đêm trong họ Erebidae.